# East Ayrshire
East Ayrshire (del gaélico escocés: Comhairle Siorrachd Àir an Ear) es uno de los 32 concejos en que está dividida administrativamente Escocia en el Reino Unido. Limita con los concejos de North Ayrshire, East Renfrewshire, South Lanarkshire, South Ayrshire and Dumfries and Galloway. La capital administrativa es Kilmarnock.
Junto con South Ayrshire y parte de North Ayrshire formaba el antiguo condado de Ayrshire. De 1975 a 1996 el condado fue dividido en los distritos de Cumnock and Doon Valley, Cunninghame, Kilmarnock and Loudoun y Kyle and Carrick y pasó a formar parte de la región de Strathclyde. En 1996, tras abolirse la organización administrativa anterior, se formó el consejo de East Ayrshire con los antiguos distritos de Kilmarnock and Loudoun y Cumnock and Doon Valley.

## Localidades
- Auchinleck
- Bellsbank
- Catrine
- Crosshouse
- Cumnock
- Dalmellington
- Dalrymple
- Darvel
- Drongan
- Dunlop
- Fenwick
- Galston
- Hurlford
- Kilmarnock
- Kilmaurs
- Logan
- Mauchline
- Muirkirk
- New Cumnock
- Newmilns
- Ochiltree
- Patna
- Stewarton